# Poljuško-pole
Poljuško-pole (Полюшко-поле) è un film del 1956 diretto da Vera Pavlovna Stroeva.